# أطفال جبل النار (فلم)
أطفال جبل النار هو فيلم وثائقي فلسطيني عُرِضَ عام 1990 من إخراج مي المصري وإنتاج جورج خليفي وفاطمة مصري ومدته 50 دقيقة، تم عرضه باللغة العربية ومترجم إلى الإنجليزية، يروي الفيلم تجربة أطفال الانتفاضة الفلسطينية الأولى ما بين عامي (1987-1991)، حيث يصور حكاياتهم وأحلامهم ومعاناتهم وأملهم في مستقبل أفضل. حاصل على الجائزة الأولى من مهرجان القاهرة عام 1995، وجائزة الجمهور في مهرجان جامعة فونت في فرنسا عام 1991.

## قصة الفيلم
عادة المخرجة مي المصري من لبنان بعد غياب دام 15 عام لتزور مدينتها المحتلّة نابلس وتصور فيلم عنها، لكن سرعان ما بدأ الحصار ومنع التجول فيها، مما دفع مي لخوض هذه التجربة وجعلها تكتشف جيلاً جديداً شجاعاً، يشدها لتصوير حكاية انتفاضة أطفال فلسطين الأولى، لتوثّق شهاداتهم التي تستحق اليوم العودة إليها وتأملها. كان الفيلم بمثابة نموذجاً لصناعة الأفلام تحت الحصار، فتعرفت المصري على فلسطين الجديدة في وقت حاسم، حيث صورت هذا الفيلم بالسرّ وقالت: "كنا نختبئ ونصوّر في الخفاء، من فتحات النوافذ والجدران، والجيش الإسرائيلي يقتل الناس".